# Сирийские версии Библии
Сирийские версии Библии включают:
- «Диатессарон»; толкования Ефрема Сирина на Четвероевангелие Татиана

Реконструкция текста Деяний апостолов, Ф. Конибер
Реконструкция текста Посланий Павла, Молитор
- Старосирийская версия

Syrs Сирийская Синайская рукопись
Syrc Сирийская Кьюртонская рукопись, издана Вильямом Кьюртоном
- Пешитта

Syrp
- Филоксенова и/или Гераклейская версия (версии) — создана по указанию Филоксена Маббугского

Syrph Филоксенова версия
Syrh Гераклейская версия
- Палестино-сирийская версия

Syrpal
Современная Сирийская версия:
- Объединённые библейские общества[2]